# Tol
Tol – miasto i wyspa w Sfederowanych Stanach Mikronezji (stan Chuuk); 5 tys. mieszkańców (2008). Najwyższym wzniesieniem stanu Chuuk jest Winipot (443 m n.p.m.) znajdujący się na tej wyspie.